# レーティッシュ鉄道ABDe4/4 451-455形電車

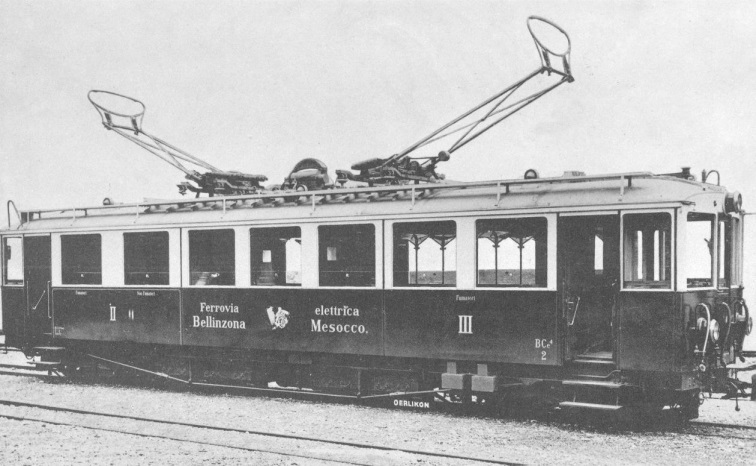
製造当初のベリンツォーナ・メソッコ電気鉄道BCe^{4} 2号機の工場完成写真、1907年

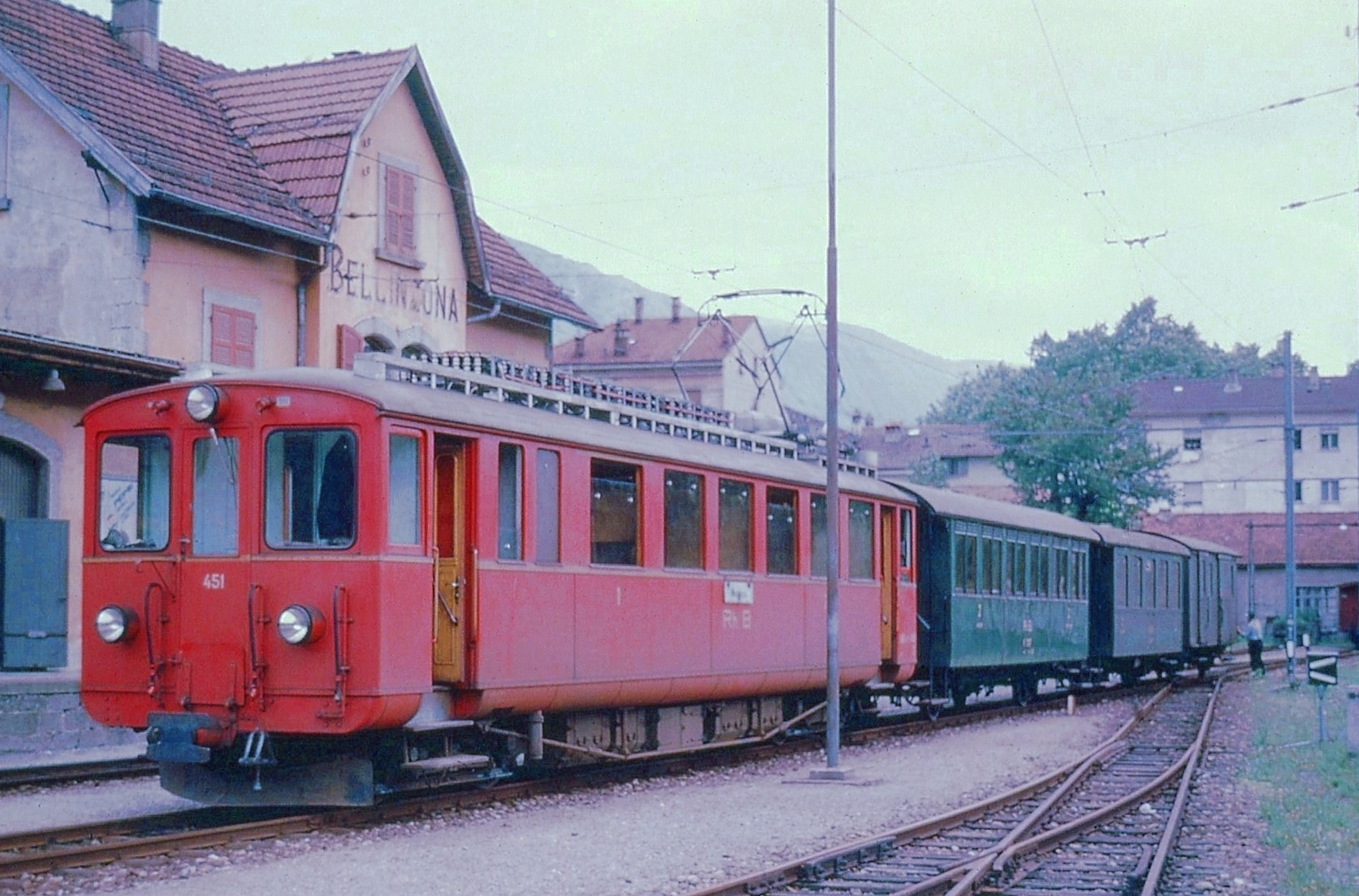
ベリンツォーナ駅に停車する451号機が牽引する混合列車、レーティッシュ鉄道塗装、1970年頃

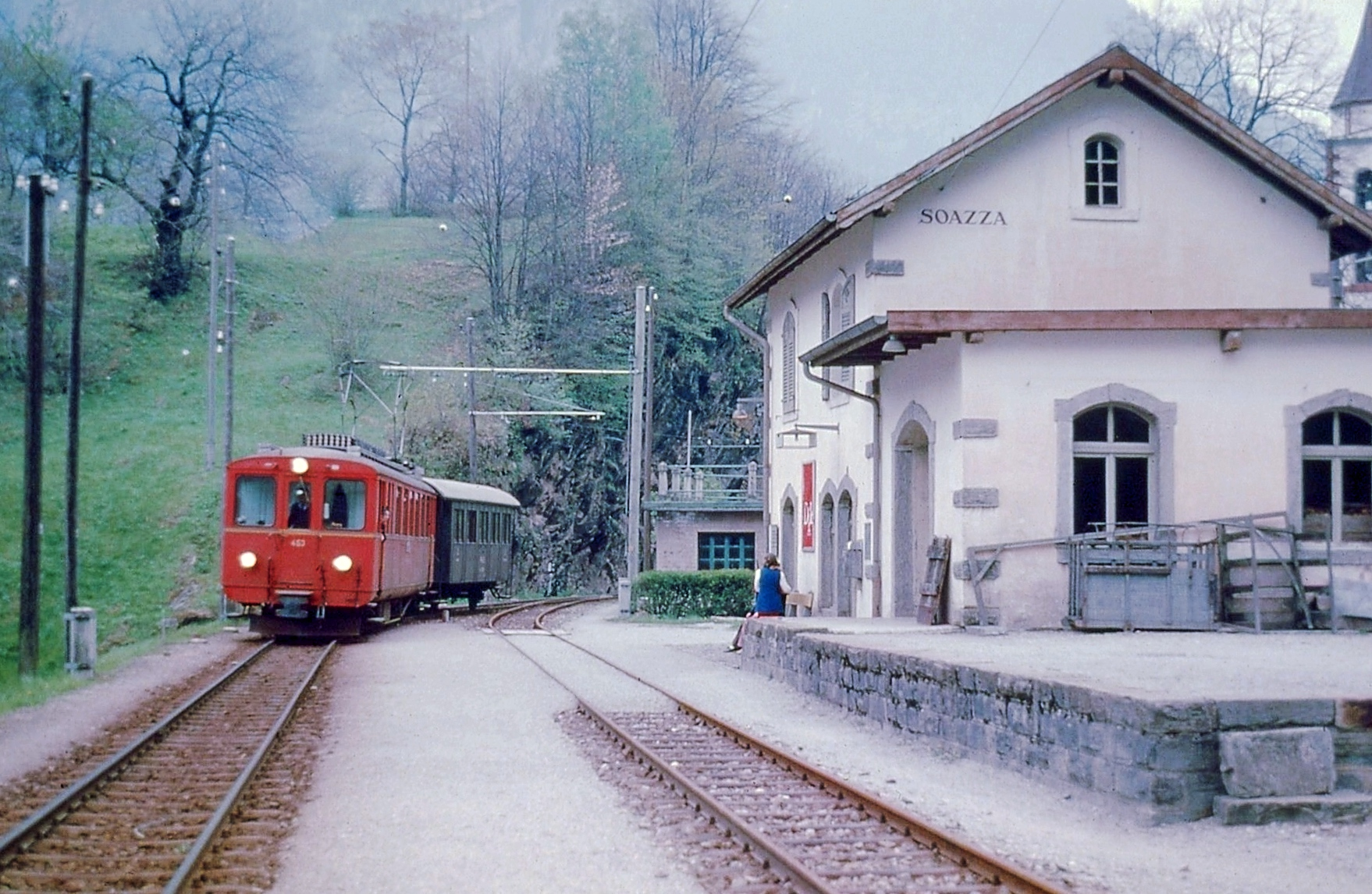
ソアッツァ駅に進入する451号機が牽引する列車、レーティッシュ鉄道塗装、1970年頃

レーティッシュ鉄道ABDe4/4 451-455形電車(レーティッシュてつどうABDe4/4 451-455がたでんしゃ)は、スイス最大の私鉄であるレーティッシュ鉄道（Rhätischen Bahn (RhB)）の路線であったベリンツォーナ・メソッコ線（Bellinzona-Mesocco）の山岳鉄道用電車である。

## 概要
レーティッシュ鉄道の一路線であったベリンツォーナ・メソッコ線は1907年にベリンツォーナ・メソッコ電気鉄道として開業したものであるが、本機は開業時にKe4 501形荷物電車と共にBCe4 形1-3号機として3両が、その後1909年に4、5号機として2両の計5両が用意された電車で、車体部分は当時のオーストリア＝ハンガリー帝国プラハにあったRinghoffer Smichowが製造を担当し、電機部分はRieter、主電動機はMFOが製造を担当しており、価格は1両62,400スイス・フランであった。抵抗制御により1時間定格出力147 kWもしくは294 kWを発揮する汎用機で、機関車を持たなかったベリンツォーナ・メソッコ線で貨物列車の牽引にも使用されていた。本機はその後称号改正によりBCe4/4 1-5号機となっていたが、1942年にベリンツォーナ・メソッコ電気鉄道がレーティッシュ鉄道と合併したためBCe4/4 451-455号機となり、その後1945年以降に荷物室を追加してBCFe4/4 451-455号機、その後の称号改正によりABFe4/4形を経て最終的にはABDe4/4形となっている。機番と製造年、レーティッシュ鉄道の機番は下記のとおりである。
- 1 - 1907年 - 451
- 2 - 1907年 - 452
- 3 - 1907年 - 453
- 4 - 1909年 - 454
- 5 - 1909年 - 455

## 仕様

### 車体
- 車体は両運転台式の木鉄合造で、正面は貫通扉付の3面折妻、台枠は鋼材のリベット組立式でトラス棒付、その上に木製の車体骨組および屋根を載せて前面および側面外板は鋼板を木ねじ止めとしたものとし、屋根は屋根布張り、床および内装は木製とした構造であり、前面、側面とも窓が大きく幕板が無いのが特徴である。車体両端の運転室後位に2枚観音開戸、幅750 mmの客扉のあるデッキ部分があり、その間に前位側（ベリンツォーナ側）から順に3等室が2室、2等室（喫煙室）、2等室（禁煙室）が配置され、トイレや荷物室は設置されていない。また、床面はレール面上960 mmで、ホームからはステップ2段を経由して乗車する。
- 2等室は2室とも長さ1750 mmで、2 + 1列の3人掛け、クッション付きの固定式クロスシートが1ボックスずつ設置されており、座席定員は喫煙、禁煙各6名の計12名となっている。また、客室窓は幅1200 mm、高さ950 mmの大型の下降窓であり、荷棚は座席上に枕木方向に設置されている。
- 3等室は車体中央側が長さ2810 mm、車端側が長さ4200 mmで、2+2列の4人掛け、座面、背摺りとも板張りでシートピッチ1420 mmの固定式クロスシートが2および3ボックスずつ設置されており、客室扉位置と干渉する箇所が1人掛けのため座席定員は15名および23名の計38名となっている。また、客室窓は2等室より幅の狭い幅1100 mm、高さ950 mmの大型の下降窓であり、荷棚は2等室同様座席上枕木方向に設置されている。
- 運転室は長さ1000 mmで乗務員室扉は無く、運転台にはマスターコントローラーが設置され、反運転台側には手ブレーキのハンドルがあり、運転室横の窓は下降式となっている。
- 正面は貫通扉付の大型3枚窓のスタイルで、下部左右の2箇所と貫通扉上部に大形の丸型前照灯が設置されている。また、重連や制御客車からの制御が考慮されていないため、正面には電気連結線・栓類はなく、ブレーキ用の空気管のみが設置されている。連結器は台枠取付のねじ式連結器で緩衝器が中央、フック・リングがその左右にあるタイプで、台車先頭部にスノープラウが設置されている。
- 塗装
  - 製造時は、車体は下半部は緑、上半部をクリームとし、車体上半分の型帯、正面貫通扉、側面扉が緑、2等室および2等室側の運転室の車体下半部に金色の細帯が入っていた。側面下部は、中央部にベリンツォーナ・メソッコ鉄道のマークとその左右に社名である"Ferrovia elettrica Bellinzona Mesocco"のレタリングが入り、車端部に2等室と3等室の表記、右下部に形式名と機番が入るものであり、各標記類はイタリア語であった。また、屋根および屋根上機器がライトグレー、床下機器と台車はダークグレーであった。
  - レーティッシュ鉄道所属となってからは扉類を含めて下半部が緑、上半部がクリーム色となり、装飾類は撤去されている。車体側面中央部には"RhB"のレタリングと形式名、機番が入り、正面貫通扉にも機番が入るものとなった。
  - その後車体は緑一色となり、さらに赤をベースに窓下に金色の細帯が入るものとなり、形式名と機番が運転室の運転席側窓下に移っている。

### 走行機器
- 制御方式は抵抗制御で、機器類は同時に製造されたKe4 501形と同一のものを使用している。
- 主電動機は1-3号機はMFO製のTyp TM 14直流直巻整流子電動機 を4台搭載し、1時間定格出力は176 kW、4-5号機は同じくMFO製のTyp TM 14a直流直巻電動機4台で、1時間定格出力は294 kW、最大牽引力は68 kNであった。
- ブレーキ装置は主制御器による発電ブレーキのほか、手ブレーキを装備していたほか、他のレーティッシュ鉄道の路線と異なり当初より空気ブレーキを使用していたため、Knorr[6]製の空気ブレーキ装置、電動空気圧縮機などを装備していた。
- 台車もKe4 501形と同一のものを使用しており、軸距2000 mm、車輪径850 mmの鋼板および鋼材による組立台車で軸ばねおよび枕ばねは重ね板ばね、主電動機は吊掛け式に装荷されて歯車比は4.500、基礎ブレーキ装置は両抱式であった。
- その他、集電装置は大形のビューゲルを屋根中央部に2基搭載していた。

### 改造
- 1943-から47年にかけて屋根上のビューゲルを撤去し、MFO製のパンタグラフを前位側車端部に搭載する改造を実施している。
- 並行して1945年から51年にかけて大規模な改造工事を実施し、機器類では、制御装置をMFO製のものに交換し、屋根上のパンタグラフの前位に主開閉器を、その他部分のほぼ全長にわたり力行および発電ブレーキ用の主抵抗器を設置しているが、主抵抗器は451-452号機は18ブロック、453-455号機は10ブロックと設置数が異なっている。補機類では電動空気圧縮機をMFO製のものに交換したほか、直流60 V出力の電動発電機を搭載している。
- 車体では後位側の2等室を廃止して3.86 m2荷物室と長さ809 mm、幅1100 mmのトイレを設置し、トイレと反対側の側面に幅1066 mmの観音開きの荷物室扉を設置、トイレ側の側面窓を幅500 mmのもの2箇所に変更している。
- また、主電動機出力の小さい451-453号機についてはベルニナ線のBCe4/4 31-37形電車などで使用されていたAlioth[7]製のTyp GTM 65に交換して1時間定格出力を265 kWとし、減速比も3.09に変更している。なお、改造は451号機が1958年、452号機が1945年、453号機が1948年である。
- このほか、車体裾部の台枠を覆うよう外板が延長されたり、前面窓ガラスをゴム支持とする改造が行われているほか、最高速度も45 km/hから55 km/hへ引上げられている。

### 主要諸元
- 軌間：1000 mm
- 電気方式：DC 1500 V・架空線式
- 最大寸法：全長15100 mm、全幅2650 mm、屋根高3500 mm
- 軸距：2000 mm
- 台車中心間距離：9500 mm
- 動輪径：850 mm
- 自重：31.3 t（製造時）、30.0 t（最終時）
- 定員、荷重
  - 製造時：2等室座席12名、3等室座席38名
  - 最終時：2等室座席6名、3等室座席38名、荷重1.5 t
- 走行装置
  - 主制御装置：抵抗制御
  - 主電動機
    - 1-3号機製造時：Typ TM 14直流直巻整流子電動機×4台（1時間定格出力：41 kW）
    - 451-453号機最終：Typ GTM 65直流直巻整流子電動機×4台（1時間定格出力：69 kW）
    - 4-5→454-455号機：Typ TM 14a直流直巻整流子電動機×4台（1時間定格出力：74 kW）

  - 減速比：4.500（451-453号機は最終時3.09）
- 最高速度：45 km/h（製造時）、55 km/h（最終時）
- ブレーキ装置：発電ブレーキ、空気ブレーキ、手ブレーキ

## 運行

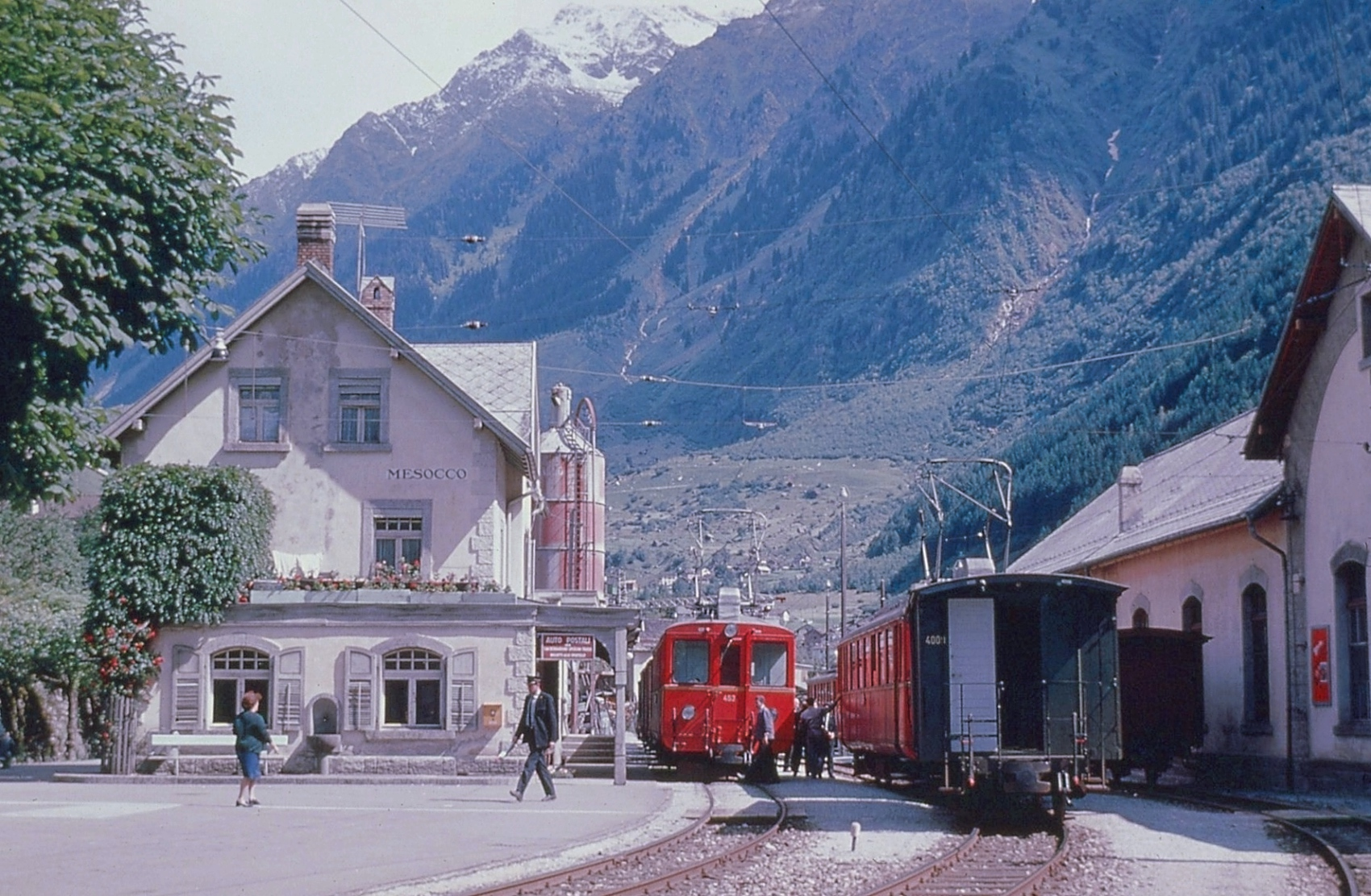
メソッコ駅に停車する453号機が牽引する列車など、1970年頃

- ベリンツォーナ・メソッコ線の、ティチーノ州の古都で、現在では世界遺産となっている「ベッリンツォーナ旧市街の3つの城と防壁・城壁群」があるベリンツォーナからメソッコの間で使用されていたが、この線は全長31.3 km、最急勾配60パーミル、最急曲線半径80 m、最高高度769 m、高度差539 mの山岳路線であり、当初ベリンツォーナ・メソッコ電気鉄道が運営していたが、1942年1月1日にレーティッシュ鉄道へ合併し、その際に本機もレーティッシュ鉄道の所属となっている。
- 本機はベリンツォーナ・メソッコ線で旅客列車に使用され、2軸客車も牽引していたほか、貨物列車や混合列車の牽引にも使用されていた。
- 1907年の開業時には本形式1-3号機とKe4形501号機、C 51-52形3等客車、FZ 101-102形荷物・郵便合造車、K 601-608形有蓋車の601-606号車、L 1001-1004形無蓋車の1001-1003号車、M1101-1108形無蓋車の1101-1103号車、N 1201-1206形運材車の1201-1202号車が用意され、その後1918年にかけて本形式4-5号機とK 601-608形有蓋車の607-608号車、L 1001-1004形無蓋車の1004号車、M1101-1108形無蓋車の1104-1108号車、N 1201-1206形運材車の1203-1206号車が順次増備されている。
- 開業直後の1914年夏ダイヤではベリンツォーナ - メソッコ間6往復、ベリンツォーナ - カスティオーネ間1往復の旅客列車が設定されていた。
- その後1934年夏ダイヤではベリンツォーナ - メソッコ間6往復（うち1往復は日曜、祝日運休）、ベリンツォーナ - グロノ間3往復（うち1往復は日曜、祝日運休）、グロノ - メソッコ間1往復（日曜、祝日運休）の旅客列車が設定されており、旅客列車廃止直前の1971年冬ダイヤではベリンツォーナ-メソッコ間12往復（うち1往復および下り3本は日曜、祝日等曜日によって運休）、グロノ - ベリンツォーナ間1往復の旅客列車が設定されていた。

## 廃車・譲渡
- 451、455号機は1969年にFe4/4 471号機と衝突事故を起こし、そのまま復旧されず廃車となっている。
- 1958年にBDe4/4 491形が製造されたことと、輸送量の低下により1972年に路線の一部廃止[8]と全線での旅客輸送の廃止があったことにより、残った452-454号機も1973年には予備機となった。
- 1978年の暴風雨の被害でさら路線が一部休止[9]となり、ベリンツォーナ・メソッコ線は1978年8月以降はカスティオーネからカーマ間で主に標準軌貨車積載車を牽引する貨物列車が運行されるのみとなったため、452、453号機が1979年に廃車となっている。
- 1987年2月にアッペンツェル鉄道[10]からABe4/4 42号機を借用（後に購入）した[11]ため、最後まで残っていた454号機も1987年に廃車となっている。
- 2003年12月31日にはベリンツォーナ・メソッコ線と所属車両がレーティッシュ鉄道からメソルチーナ鉄道[12]に譲渡されたが、本機のうち廃車体として残されていた454号機が同時に譲渡され、BCFe4/4 4号機として復元工事が計画されていたが、2011年に解体されている。
- また、453号機がカスティオーネに保存されて修復作業中が行われていたが後に断念されたほか、451号機は1982年に鉄道保存団体であるクラブ・サン・ゴタルドに譲渡された後、2000年にはフランスの個人に売却され、その後は不明となっている。